# 17. Laboratorium radiosejsmiczne Służb sejsmicznych Ministerstwa Obrony Federacji Rosyjskiej.

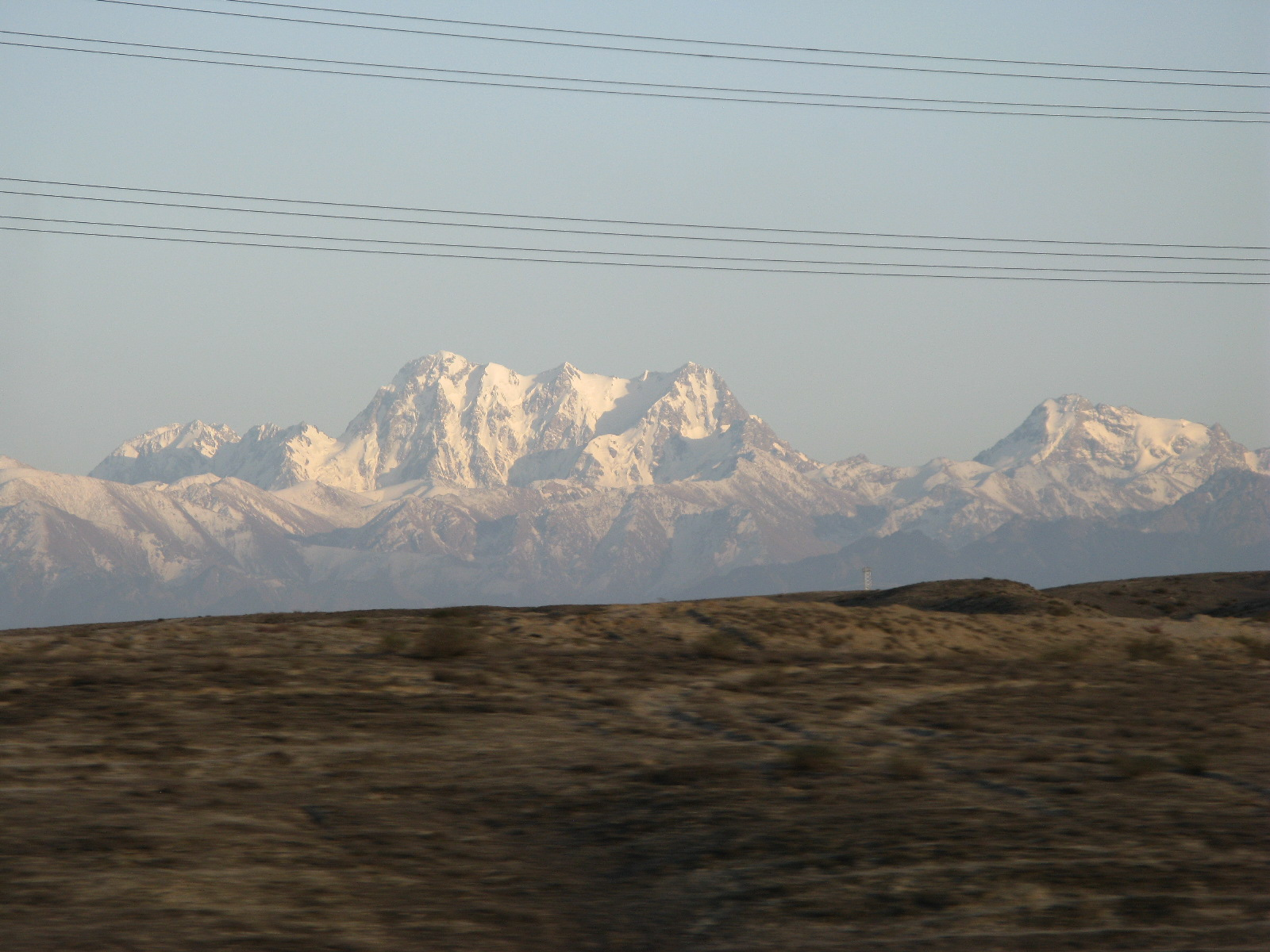
Tienszan

17. Laboratorium radiosejsmiczne Służb sejsmicznych Ministerstwa Obrony Federacji Rosyjskiej – laboratorium w miejscowości Majluu-Suu na terenach łańcucha górskiego Tienszan. 
Laboratorium sprawuje kontrolę nad testami broni jądrowej przy wykorzystaniu chińskiego poligonu na terenie wyschniętego jeziora Lob Nor.
Zajmuje się także badaniami w zakresie ruchów płyt tektonicznych i zagrożenia sejsmicznego.
W 2005 roku nawiązano porozumienie między Federacją Rosyjską a Republiką Kirgiską, w której to zawarto, aby przekazywano informacje zdobyte za pomocą Instytutu Sejsmologii Ministerstwa Sytuacji Kryzysowych w Kirgistanie.
W ramach laboratorium radiosejsmicznego powołano także pierwszą autonomiczną stację sejsmiczną, znajdującą się na terenach łańcucha górskiego Tienszan w miejscowości Iczke- Suu.
Zgodnie z porozumieniem z 20 września 2020 roku rosyjska baza wojskowa, punkt łączności floty, ośrodek naukowo–badawczy oraz stacja sejsmiczna zostają połączone w jeden obiekt specjalistyczny.